# موجارة مالديفية
موجارة مالديفية (الاسم العلمي: Gerres maldivensis) هي نوع من الأسماك تتبع جنس الموجارة من فصيلة الموجارات.